# Kyoto Jazz Massive
Kyoto Jazz Massive ist ein japanisches Musikprojekt bestehend aus den beiden Brüdern Shūya und Yoshihiro Okino.

## Geschichte
Sie verknüpfen House-Klänge und Break-Beats mit Jazz- und Funk-Elementen oder Bossa Nova. Es wird klassische Instrumentierung (Fender Rhodes, Bass, Schlagzeug) mit elektronischen Elementen und mit Gesangsstimmen fusioniert. Man kann die Band dem Nu-Jazz-Genre zuordnen.
1994 wurde ihr erster Sampler Kyoto Jazz Massive veröffentlicht, der weltweit Beachtung fand. Im Jahr 2000 unterzeichnete das Duo einen Plattenvertrag beim Münchener Label Compost Records und veröffentlichte dort 2002 das Debütalbum Spirit of the Sun. Auch sind die Brüder in Clubs auf der ganzen Welt als DJs unterwegs.

## Diskografie

### Alben
- 1994: Kyoto Jazz Massive
- 2002: Spirit of the Sun (Compost Records)
- 2021: Message from a New Dawn

### EPs
- 2000: Eclipse / Silent Messenger
- 2001: Kyoto Jazz Massive
- 2001: Substream
- 2002: Mind Expansions (Maxi-Single)

### Kompilationen
- 1992: Spellbinder – Compiled by Kyoto Jazz Massive
- 2000: Fueled for the Future – Mixed by Kyoto Jazz Massive
- 2000: Crossbreed – A Collection of Futuristic Fusion
- 2001: Crossbreed 2 – A Collection of Futuristic Fusion
- 2002: Shibuya Jazz Classics by Kyoto Jazz Massive
- 2004: Re KJM
- 2004: For KJM
- 2005: By KJM
- 2006: 10th Anniversary
- 2006: Essence of Especial
- 2006: Quiet Wave
- 2009: So Especial
- 2012: Urbanrhythm
- 2013: Abstract Jazz Journey
- 2014: KJM Plays – Contemporary Classics
- 2014: KJM Works – Remixes & Re-edits